# Campeonato do Bangladesh de Futebol
A Bangladesh Premier League (BPL) é a primeira divisão das ligas de futebol do país. É dirigido diretamente pelo Comitê da Liga de Futebol Profissional da Federação de Futebol de Bangladesh (BFF). O Dhaka Derby é um dos jogos mais populares do campeonato. A liga é o sucessor do Campeonato Nacional de Futebol, que foi de 2000 a 2006.